# Леди и Бродяга 2: Приключения Шалуна
Леди и Бродяга 2: Приключения Шалуна (англ. Lady and the Tramp 2: Scamp's Adventure) — мультфильм. Создан в 2001 году, представлен зрителю 18 февраля 2001 года Компанией Уолта Диснея. Это продолжение мультфильма «Леди и Бродяга», вышедшего в 1955 году. Сюжет мультфильма базируется на истории о щенке Шалуне — сыне Леди и Бродяги, который не хочет быть домашним пёсиком, а собирается стать настоящим уличным псом, как папа Бродяга. Мультфильм был создан австралийским подразделением Компании Уолта Диснея, которое на данный момент расформировано.

## Сюжет
Действие происходит примерно через год после событий первой части. У Леди и Бродяги родилось четверо детей: дочери Аннетта, Коллетта и Даниелла и сын Шалун. В силу своего свободолюбивого характера Шалун ненавидит постоянные запреты и ограничения, в то время как его сёстры по полной пошли в мать.
После совершенно неохотой ванны Шалун начинает играть со своим отцом Бродягой, но тому это быстро надоедает. Ребёночек хозяев уже подрос и обожает играть с Шалуном, но во время игры в мяч Шалун случайно портит шляпу хозяина и вообще устраивает бардак в доме. И хотя Джим любит Шалуна, но сажает его на цепь во дворе в качестве наказания, и надеется, что маленький хулиган усвоит хороший урок. Бродяга приносит обиженному Шалуну поесть и пытается поговорить с ним, но достичь компромисса им не удаётся, поскольку Шалун откровенно высказывает желание быть диким и свободным.
Вдруг Шалун увидел команду уличных собак, которые издевались над Собаколовом. Шалун здоровается с одной из уличных собачек по имени Энджел. Между ними возникают дружеские чувства. Шалун решает во что бы то ни стало убежать на свободу, и ему удаётся оторваться от цепи. Он прибегает на свалку, где вожак стаи Бастер рассказывает ему о том, что он должен сдать специальный «экзамен» на смелость, чтобы стать настоящим дворовым псом. В качестве экзамена ему поручает попробовать украсть банку из-под консервов у злобного пса по имени Реджи, но тот просыпается, и Шалуну приходится спасаться бегством. В процессе этого он спасает Энджел от Собаколова и заодно подсовывает ему в сачок Реджи, избавляясь от злодея. Стая приятно поражена подвигом Шалуна, но Бастер не в восторге от такого исхода, поскольку убеждён, что каждый пёс должен быть сам за себя. Однако он решает придумать Шалуну другой тест.
Во время прогулки по парку Бастер рассказывает Шалуну, как они поссорились с его отцом Бродягой из-за его ухода в домашнюю жизнь. Бастер подозрительно глядит на Шалуна и предупреждает, что он бы растерзал его, если бы тот был Бродяге роднёй. Шалун потрясён, ведь он и не подозревал о том, что его отец был уличным псом. Потом Шалун встречает Энджел и узнаёт, что она когда-то была домашней, но потеряла целых пять семей. Чудом избежав попадания под поезд, пара влюбляется. Они гуляют по тому же самому парку. Сначала они играют в парке со светлячками, а после романтического ужина (в том самом ресторане Тони и Джо) гуляют по городу. Внезапно Шалун замечает Бродягу, и пара прячется в кустах. Энджел слышит горестные слова Бродяги о Шалуне и испытывает потрясение, что Шалун является сыном Бродяги. Хотя Шалун весьма тронут тем, как сильно по нему скучают, он по-прежнему хочет быть дворнягой.
На следующий день Бастер, наблюдая в парке за ненавистным Бродягой, замечает, что они с Шалуном одинаково себя чешут, и догадывается об их родстве. В качестве последнего теста он заставляет Шалуна украсть у них индейку, и щенок с некоторой неохотой справляется с задачей. Бродяга зажимает сына в углу и пытается убедить его вернуться домой, рассказывая о ревнивости и бессердечии Бастера, но Шалун, обиженный на отца за строгость и тайны, выбирает сторону дворняг. Бастер официально принимает его в стаю, срывая с него ошейник.
Энджел ругает Шалуна, пытаясь воззвать к его совести, но упрямый щенок на эмоциях проговаривается Бастера, что Энджел мечтает быть домашней. Разозлённая болонка раз и навсегда порывает с уличными собаками, напоследок сказав Шалуну, что он действительно нашёл своё место. Удручённый щенок идёт за ней, чтобы извиниться, но она всё равно уходит. Подлый Бастер, всё ещё желая отомстить Бродяге за уход (а также самому Шалуну за Энджел, которую считал своей собственностью), подстраивает так, что Шалун был пойман Собачником и отвезён в питомник. По пути он наконец осознаёт все свои ошибки и начинает хотеть домой.
Понуро идущая по улице, Энджел видит Шалуна и решает помочь. Она бросается на поиски Бродяги, и вдвоём они бегут на помощь Шалуну. Шалуна же кинули в клетку к тому самому злому псу Рнджи, который решает убить его в отместку. Подоспевший вовремя Бродяга вступает в схватку с Рэджи. И вот наконец наши герои побеждают безумца и выходят из собачьего питомника. Они бегут на помойку, т.к. Шалуну хочется сказать Бастеру всё, что он о нём думает. Вернув свой ошейник, он делает трюк и оставляет вожака под завалявшимися банками, бочками и бутылками. Бастер просит помощи, но все остальные члены стаи решают тоже найти себе хозяев; Бастер остаётся один. Шалун с остальными возвращаются домой и просят принять Энджел в семью. Джим сначала протестует, но вскоре сдаётся. Энджел принята в семью, а остальные псы со свалки успешно находят себе хозяев.

## Персонажи
Шалун — главный герой, единственный сын Леди и Бродяги. Не хочет подчиняться правилам и поэтому сбегает, но любовь к семье в итоге берёт верх.
Энджел — возлюбленная Шалуна, болонка кремового цвета. По сравнению с Шалуном Энджел выглядит взрослее и разумнее. По своей манере поведения она напоминает Леди своей женственностью. Всячески указывает Шалуну на глупость его поступка.
Бродяга — отец Шалуна и муж Леди. Со времён первого фильма заметно изменился, стал домашним и, как следствие, более ленивым, хотя некоторыми уличными трюками всё ещё владеет.
Леди — жена Бродяги, мать трёх дочерей и Шалуна. Потеряла былую наивность, сменив её на сильную ответственность. Более терпелива к сыну, чем супруг.
Бастер — главный антагонист, лидер стаи псов со свалки. Он очень обижен на Бродягу за его уход. По натуре садист, эгоист и подлец. Считает Энджел своей собственностью, хотя она сама с этим не согласна.
Джок — сосед Бродяги и его семьи. В первом фильме всячески поддерживал Леди и называл её «Душкой».
Реджи — большой и злой бульдог. Не разговаривает. Благодаря хитрости Шалуна попадает в питомник, где в итоге набрасывается на попавшего туда же Шалуна. К счастью, отец вовремя поспевает на помощь.

## Приём

### Критика
Фильм получил в целом смешанные отзывы. Rotten Tomatoes дал фильму 45 % гнилой оценки, основанных на 11 рецензиях, со средней оценкой 5,8/10.

### Награды и номинации
Фильм получил семь номинаций и выиграл одну награду.
| Год  | Награда                                   | Категория | Ссылки    |
| ---- | ----------------------------------------- | --- | --------- |
| 2001 | 29th Annie Awards                         | Выдающиеся достижения в производстве анимационных фильмов                                                                    | Номинация |
| 2001 | 29th Annie Awards                         | Выдающееся индивидуальное достижение в режиссуре анимационного фильма Даррел Руни Жанин Роуссел                              | Номинация |
| 2001 | 29th Annie Awards                         | Выдающееся индивидуальное достижение в озвучке актрисы в анимационной постановке Джоди Бенсон (Леди)                         | Номинация |
| 2001 | 29th Annie Awards                         | Выдающееся индивидуальное достижение в озвучке актрисы в анимационной постановке Алисса Милано (Энджел)                      | Номинация |
| 2001 | Video Premiere Award DVD Exclusive Awards | Лучший анимационный фильм Jeannine Roussel                                                                                   | Номинация |
| 2001 | Video Premiere Award DVD Exclusive Awards | Лучшая оригинальная песня (A World Without Fences) Роджер Барт (певец) Мелисса Манчестер (писатель) Норман Гимбел (писатель) | Номинация |
| 2001 | Video Premiere Award DVD Exclusive Awards | Лучшая анимация | Победа    |
| 2002 | 28th Saturn Awards                        | Лучший DVD релиз | Номинация |

## Музыка
Слова к песням написал Дэнни Труб. Песни написаны Мелиссой Манчестер и Норманом Гимбелом.

### Песни
- «Welcome» («Добро пожаловать к нам в дом») — исполняется хором: Джефф Беннетт, Джоди Бенсон, Кэт Суси, Джим Каммингс, Майкл Гоф и Деби Дерриберри. Эта песня открывает мультфильм. Её сюжет — День Независимости. Песня заканчивается в опереточном «бродвейском стиле», когда поют все люди на улице. Из песни становится ясно, что действие происходит в Новой Англии.
- «World without fences» («Мир без цепочек») — исполняет Роджер Барт. Иллюстрирует желание Шалуна, стать «дикой собакой» свободной от запретов и обязанностей. Шалун сидит на цепи во дворе. Он бегает по двору и представляет себе, что он свободен и радостно бегает вместе с уличными собаками. Шалун поёт о том, как здорово купаться в дождевой воде, а не в ванной. В одном из комиксов, Бродяга и его друзья пьют дождевую воду из бочки и Шалун говорит, что чашки — для неженок (применительно к своим сёстрам).
- «Junkyard Society» («Наше помоечное общество») — исполняется Джессом Харнеллом, Кэтти Мориарти, Биллом Фагербакке, Бронсо Пиноштом, Мелиссой Манчестер и Майком Руни. Бастер поет о свалке, которую собаки считают своим домом, о жизни уличных собак. Другие собаки ему подпевают. Песня последовательно представляет собак, живущих на свалке. Шалун пытается делать хитрые трюки уличных псов, но у него ничего не получается — на голову падает разбитая чашка и всякий мусор.
- «I Never Had This Feeling Before» («Я не знала, что смогу испытать эти чувства…») — исполняется Роджером Бартом и Сюзан Эган. Это песня любви, показывающая роман между Шалуном и Энджел. Показывается тот же самый парк, где Леди и Бродяга гуляли в первом фильме. В конце песни — сцена подобная «сцене спагетти» из первой части, но с Шалуном и Энджел, жадно поедающими макароны.
- «Always there» («Всегда вместе») — исполняется Роджером Бартом, Сюзан Эган, Джеффом Беннеттом и Джоди Бенсон. Шалун понимает ценность семьи. Леди и Бродяга горюют из-за пропажи Шалуна, а Энджел хочет стать домашней собакой. Мораль песни и всего фильма — семья.
- «Bella Notte» («Чудесная ночь») — исполнена дуэтом Джой Энрикес и Карлос Понсе. Изначально прозвучала в 1955 году, в исполнении Сонни Бёрк и Пегги Ли; Аранжировка Робби Бьюкенена.